# Ericleia Bodziak
Filó, a właściwie Ericleia Bodziak (ur. 26 września 1969 w Kurytybie) – brazylijska siatkarka polskiego pochodzenia, reprezentantka kraju. W 1996 r. w Atlancie zdobyła brązowy medal olimpijski.